# Três Ilhoas
As Três Ilhoas foram três irmãs açorianas que imigraram para o Brasil, onde aportaram por volta de 1723, fixando residência em Minas Gerais, onde se tornaram troncos de antigas, tradicionais e importantes famílias.

## Nomes
A constatação definitiva dos nomes das famosas Ilhoas deve-se à pesquisa do genealogista de Ouro Fino, José Guimarães.
As Ilhoas, pela ordem cronológica, chamavam-se:
- Antônia da Graça (nascida em 1687), que deu origem, dentre outros, aos: Junqueiras e Meireles;
- Júlia Maria da Caridade (nascida em 1707), que deu origem, dentre outros, aos: Garcias, Carvalhos, Nogueiras, Vilelas, Monteiros, Reis, e Figueredos
- Helena Maria de Jesus (nascida em 1710), que deu origem aos Resendes.

## Origem
As Três Ilhoas eram naturais da Freguesia de Nossa Senhora das Angústias, na Vila da Horta, na Ilha do Faial, no arquipélago dos Açores.
Eram filhas de Manuel Gonçalves Correia – “O Bórgão”, e de Maria Nunes, que já viúva, passou ao Brasil com as três filhas, por volta de 1723. A genealogista Marta Amato defende a tese de que tenham vindo com destino certo, tendo aqui encontrado Diogo Garcia, conterrâneo e aparentado, por ter uma sobrinha, Ana Maria Silveira, casada com Antônio Nunes, irmão das “Três Ilhoas”.
Antônia da Graça é a única das Ilhoas que passou ao Brasil já casada, com Manuel Gonçalves da Fonseca. As outras duas casaram-se no Brasil.
A segunda, Júlia Maria da Caridade, casou-se a 29 de junho de 1724, em São João del-Rei, com Diogo Garcia, e a terceira, Helena Maria de Jesus, casou-se a 3 de outubro, de 1726, em Prados, com João de Resende Costa.
Júlia Maria da Caridade faleceu em 1777, sendo enterrada na Igreja Matriz de Nossa Senhora do Carmo, em São João del-Rei.

## Ascendência açoriana
As Três Ilhoas eram filhas de Manuel Gonçalves Correia e de Maria Nunes; sendo netas paternas de João Gonçalves e Inês Correia, netas maternas de João Lourenço (também dito João Nunes) e de Madalena Jorge. Por João Nunes, eram bisnetas de Manuel Lourenço e de Águeda Nunes; por Madalena Jorge, bisnetas de Gaspar Jorge e de Catarina Jorge.

## Colaterais
As Três Ilhoas tiveram dois irmãos:
- José Nunes batizado a 14 de setembro de 1689 e falecido a 8 de agosto de 1711
- Antônio Nunes batizado a 12 de julho de 1692, que foi piloto e permaneceu na Ilha do Faial, onde se casou com Ana Maria da Silveira, filha de Pascoal Silveira e de Maria da Ressurreição, esta irmã de Diogo Garcia.

A história das ilhoas parecer confirmar a história do atual município de Madre de Deus de Minas. Onde é a sede municipal foi, segundo apresenta, doado pelas Ilhoas e descendentes.

## Celebridade
Inúmeros autores citam as “Três Ilhoas” como “célebres, famosas e lendárias”. Tais predicados têm sua origem na notória e descendência que deixaram em Minas Gerais e em outros estados, onde a maioria das famílias importantes encontravam em seu tronco uma ou mais destas açorianas, que passaram a ser citadas com grande respeito e admiração, ao ponto de que “dizer-se descendente das Ilhoas pode ser considerado a descrição de uma genealogia completa”.
A Capela de Nossa Senhora da Conceição do Porto do Saco foi construído no início do século XVIII a mando de Júlia Maria da Caridade, proprietária da antiga Fazenda do Saco e devota de Nossa Senhora da Conceição, havendo quem diga que a capela é dedicada a uma imagem de Nossa Senhora encontrada nas margens do Rio Grande, que passa pela fazenda.  A capela fica no distrito de Porto do Saco, que já foi importante canal comercial de São João del Rei antes da ferrovia.